# ميدان كيزيلاى

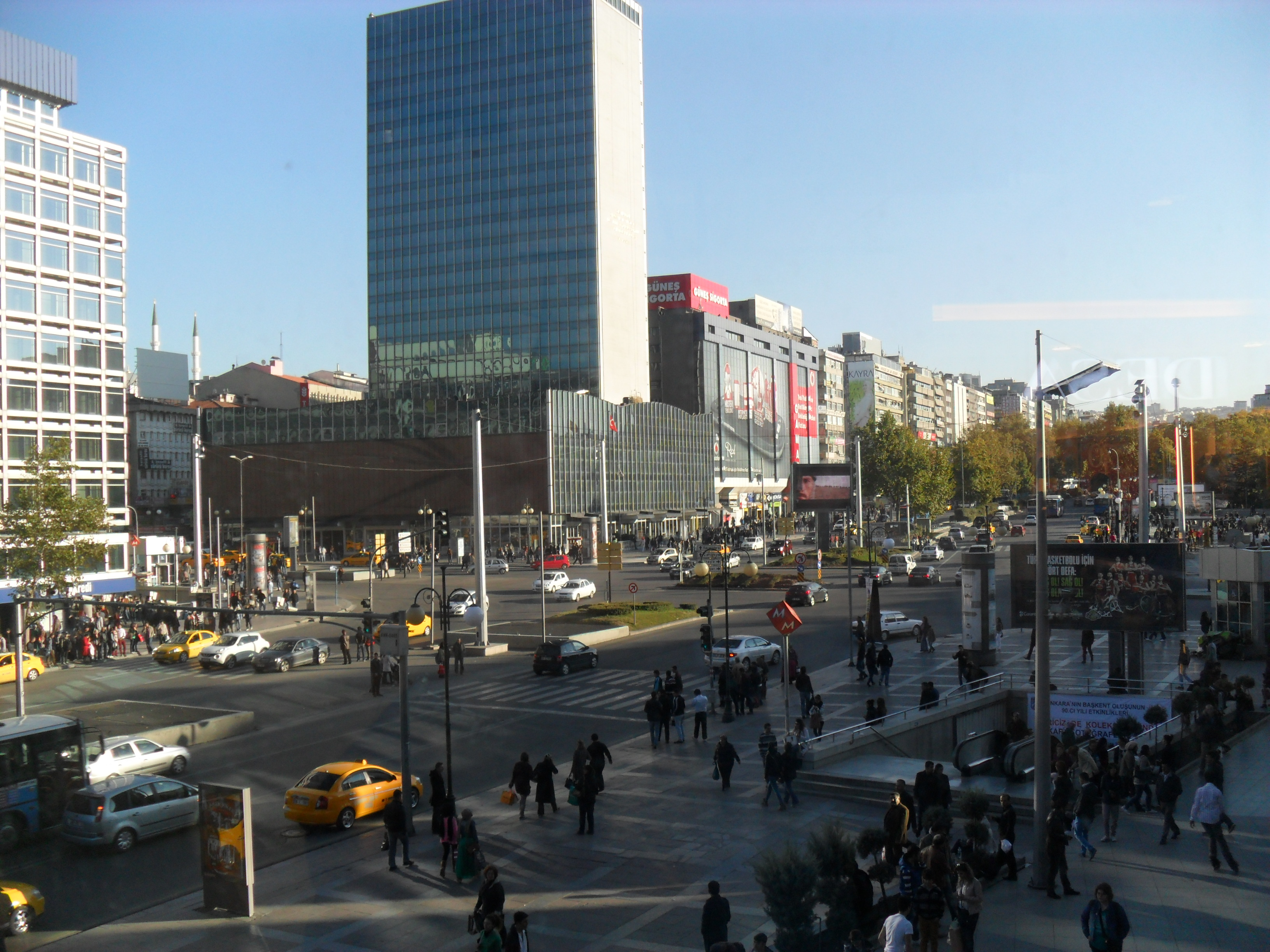
ميدان كيزيلاى

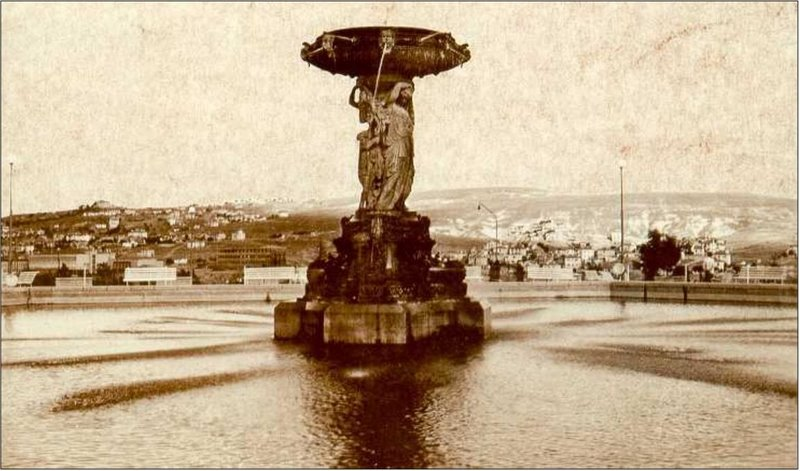
ميدان كيزيلاى في عام 1930

ميدان كيزيلاى هو واحد من أهم مراكز ونقاط تقاطع أنقرة في تركيا.